# 大日本帝国憲法第52条
大日本帝国憲法第52条（だいにほん/だいにっぽん ていこくけんぽう だい52じょう）は、大日本帝国憲法第3章にある、帝国議会の役割についての規定である。

## 現代風の表記
両議院の議員は、議院において発言した意見及び表決につき、院外において責任を問われることはない。ただし、議員自らがその言論を演説、刊行、筆記又はその他の方法をもって公布したときは、一般の法律により処分される。